# チャンドラー・シンプソン
チャンドラー・レオナード・シンプソン（Chandler Leonard Simpson、2000年11月18日 - ）は、アメリカ合衆国・ジョージア州アトランタ出身のプロ野球選手（外野手、内野手）。右投左打。MLBのタンパベイ・レイズ所属。

## 経歴
2022年のMLBドラフトにおいてタンパベイ・レイズから2巡目戦力均衡ラウンドB（全体70位）で指名されプロ入り。契約後はルーキー級フロリダ・コンプレックスリーグ・レイズでプロデビュー。8試合に出場して打率.370、0本塁打、3打点、8盗塁を記録した。また守備は左翼手7試合、中堅手1試合と全て外野手として出場した。
2023年はA級チャールストン・リバードッグスとA+級ボーリンググリーン・ホットロッズの2球団でプレー。合計で115試合に出場し、打率.294、0本塁打、31打点、94盗塁を記録した。
2024年はA+級ボーリンググリーンで開幕を迎え、5月21日にAA級モンゴメリー・ビスケッツに昇格。7月にはオールスター・フューチャーズゲームのメンバーに選出された。9月8日にはマイナーリーグでは12年ぶりとなるシーズン100盗塁を達成。最終的に2球団合計でシーズン110試合に出場し、打率.355、1本塁打、29打点、104盗塁を記録した。オフの11月には第3回WBSCプレミア12にアメリカ合衆国代表として出場。打率.459、OPS1.014、9盗塁という好成績を挙げ、最多盗塁とベストナインを受賞した。
2025年にはメジャー昇格を果たし、4月19日のニューヨーク・ヤンキース戦でメジャー初出場。

## 詳細情報

### 表彰

#### 国際大会
- WBSCプレミア12オール・ワールド・チーム：1回（2024年）
- WBSCプレミア12最多盗塁：1回（2024年）

### 背番号
- 14（2025年 - ）